# Otto Theodor Krohg
Otto Theodor Krohg (15. marts 1811 på gården Nøjsomhed ved Molde – 22. oktober 1889 i Molde) var en norsk præst og forfatter, søn af Eidsvoldsmanden Hilmar Meincke Krohg (1776—1851).
Krohg blev student 1830, cand. theol. 1835. Efter et års ansættelse som bestyrer af Molde Borgerskole var han 1838—47 lærer ved Tromsø Middel- og Realskole og derefter sognepræst til Vestnæs i Romsdalen i 40 år. Fra nytår 1887 tog han afsked og flyttede til Molde. Mellem hans elever på Tromsø Skole var
en tid også Jonas Lie, der lejlighedsvis 1884 karakteriserede Krohg som lærer derhen, at han havde "en genial Evne til at gøre sig elsket, respekteret og forstaaet af Disciplene", som i meget mindede om den kendte Lyder Sagen.
Hans kirkelige standpunkt var udpræget højkirkeligt som hans hele livssyn konservativt; men ellers var han en livlig ånd, original og fantasifuld, lærd i teologi og alsidig belæst. Han var landskendt under navnet Lille Theodor, hans egen oversættelse af det Mærke "L. T.", hvorunder han fra 1852—84 skrev i Morgenbladet. Artikler om næsten alle mulige spørgsmål, som var oppe i den offentlige diskussion, et slags kristelige kauserier, ofte let angribelige og hyppigt prisgivende sin forfatter til latter, fordi han var for hurtig til at sende sine tanker ud i verden, men ikke sjælden vidnende om virkeligt litterært talent og en egen oprindelighed.
Denne sin journalistiske virksomhed havde han ellers begyndt allerede på Tromsø, hvor han oktober 1838 grundlagde og senere lige til sommeren 1847 redigerede Tromsø Tidende. Også i skønlitteraturen forsøgte han sig med novellen Præsten i Loppen (1846) og Spydet Selshevner, Saganovelle (1848). Alt i alt var han en af Norges mærkeligste og interessanteste præsteskikkelser i 19. århundrede.